# Dr. Rictus
Pour plus de détails, voir Fiche technique et Distribution.
Dr. Rictus (Dr. Giggles) est un film américano-japonais réalisé par Manny Coto, sorti en 1992.

## Synopsis
Le docteur Evan Rendell s'échappe de l'asile psychiatrique. Il part se venger des habitants qui ont tué son père, un tueur en série.

## Fiche technique
- Titre français : Dr. Rictus
- Titre original : Dr. Giggles
- Réalisation : Manny Coto
- Scénario : Manny Coto & Graeme Whifler
- Musique : Brian May
- Photographie : Robert Draper
- Montage : Debra Neil-Fisher
- Production : Stuart M. Besser (en)
- Sociétés de production : Dark Horse Entertainment, JVC Entertainment & Largo Entertainment
- Société de distribution : Universal Pictures
- Pays :  États-Unis,  Japon
- Langue : anglais
- Format : Couleurs - 2,35:1 - Dolby - 35 mm
- Genre : Horreur, Thriller
- Durée : 91 min
- Dates de sortie : 23 octobre 1992 (États-Unis), 27 janvier 1993 (France)
- Film interdit aux moins de 12 ans lors de sa sortie en France

## Distribution
- Larry Drake (VF : Vincent Grass) : Dr. Evan Rendell
- Holly Marie Combs (VF : Nathalie Spitzer) : Jennifer 'Jenny' Campbell
- Glenn Quinn (VF : Lionel Melet) : Max Anderson
- Keith Diamond (VF : Emmanuel Jacomy) : L'officier Joe Reitz
- Cliff De Young (VF : Guy Chapellier) : Tom Campbell
- Richard Bradford (VF : Jean-Claude Sachot) : L'officier Hank Magruder
- Darin Heames (VF : Vincent Ropion) : Stu
- Michelle Johnson : Tamara
- John Vickery (VF : Hervé Jolly) : Dr. Chamberlain
- Nancy Fish (VF : Catherine Sola) : Elaine Henderson
- Sara Melson (VF : Odile Schmitt) : Coreen
- Zoe Trilling : Normi
- Deborah Tucker (VF : Malvina Germain) : Dianne
- Doug E. Doug : Trotter
- Denise Barnes : Leigh
- Patrick Cronin (VF : Richard Leblond) : Le shérif Harper

## Autour du film
- Le tournage s'est déroulé à Portland, dans l'Oregon.

## Bande originale
- I Could Be Anything, interprété par Apostles
- Busted, interprété par CopperHead
- Stateside, interprété par Tin Machine
- The Party's Over, interprété par Kristen Vigard
- Real Today, interprété par Tonto Tonto
- No One Believes Me, interprété par Dingo et Johnnie Fiori
- O Father, interprété par House of Lords
- Bad Case of Lovin' You, interprété par Paul Rodgers
- Back To Blue, interprété par Ten Inch Men
- Locust Mind, interprété par Fudge Factory, Inc.
- Under Control, interprété par Gary Limuti
- Little Bit of Pain, interprété par Girls Bones Found
- Sixth And Nowhere, interprété par Girls Bones Found

## Distinctions
- Prix spécial du jury et nomination au Grand Prix, lors du Festival international du film fantastique d'Avoriaz 1993.